# Baron Harris

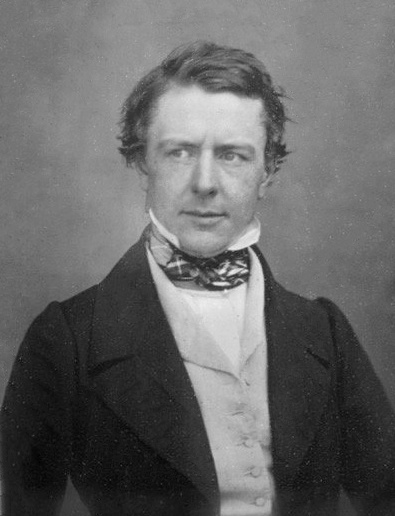
George Harris, 3. Baron Harris

Baron Harris, of Seringapatam and Mysore in the East Indies and of Belmont in the County of Kent, ist ein erblicher britischer Adelstitel in der Peerage of the United Kingdom.

## Verleihung
Der Titel wurde am 11. August 1815 den General George Harris verliehen. 1797 bis 1800 war er Oberbefehlshaber der Madras Army sowie der britische Oberkommandeur im Vierten Mysore-Krieg gewesen, den er mit der erfolgreichen Belagerung von Seringapatam (1799) siegreich beendete. Die territoriale Widmung des Titels bezieht sich auf diese Siege, sowie auf Belmont House bei Faversham in Kent, den Familiensitz der Barone.
Heutiger Titelinhaber ist seit 1996 sein Ur-ur-ur-urenkel Anthony Harris als 8. Baron.

## Liste der Barone Harris (1815)
- George Harris, 1. Baron Harris (1746–1829)
- William Harris, 2. Baron Harris (1782–1845)
- George Harris, 3. Baron Harris (1810–1872)
- George Harris, 4. Baron Harris (1851–1932)
- George Harris, 5. Baron Harris (1889–1984)
- George Harris, 6. Baron Harris (1920–1995)
- Derek Harris, 7. Baron Harris (1916–1996)
- Anthony Harris, 8. Baron Harris (* 1942)

Titelerbe (Heir Presumptive) ist der Großonkel vierten Grades des aktuellen Titelinhabers, Rear-Admiral Michael George Temple Harris (* 1941).